# Brive-la-Gaillarde

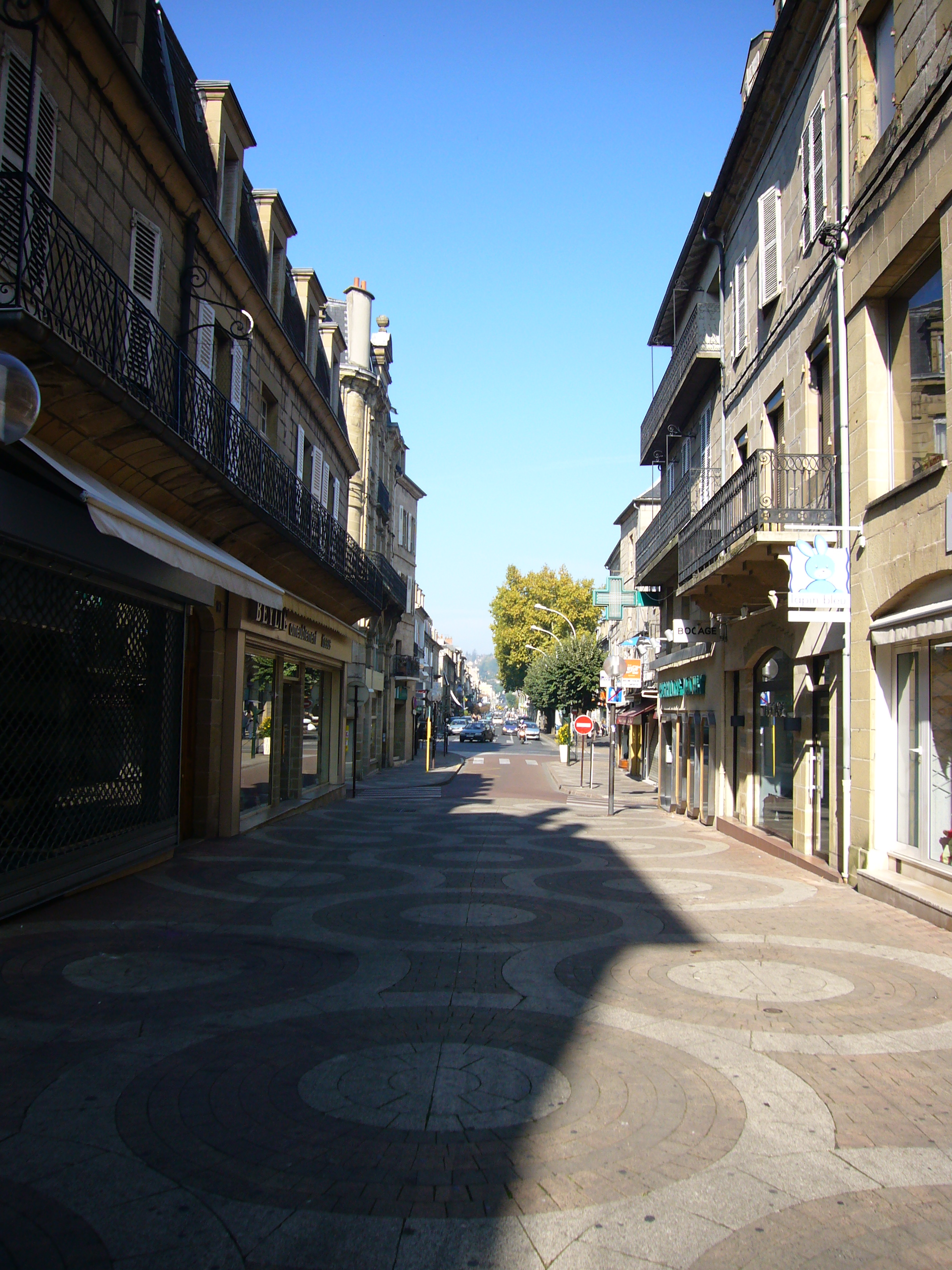

Brive-la-Gaillarde là một xã trong vùng Nouvelle-Aquitaine, thuộc tỉnh Corrèze, quận Brive-la-Gaillarde, chef-lieu của 5 tổng. Tọa độ địa lý của xã là 45° 09' vĩ độ bắc, 01° 32' kinh độ đông. Brive-la-Gaillarde nằm trên độ cao trung bình là 142 mét trên mực nước biển, có điểm thấp nhất là 102 mét và điểm cao nhất là 315 mét. Xã có diện tích 48.59 km², dân số vào thời điểm 2005 là 49.600 người; mật độ dân số là 1011 người/km².

## Nhân vật nổi tiếng
- Guillaume Dubois (1656–1723), hồng y giáo chủ, chính trị gia
- Pierre André Latreille (1762–1833), nhà nghiên cứu côn trùng
- Guillaume Marie Anne Brune (1763–1815), thống chế